# بيل جاي في. ووكر
بيل جاي في. ووكر (بالإنجليزية: Bill Walker)‏ هو لاعب كرة قدم أسترالية ومدرس أسترالي، ولد في 4 أغسطس 1886 في Castlemaine, Victoria ‏ في أستراليا، وتوفي في 20 أبريل 1949 في كولفيلد ‏ في أستراليا.

## وصلات خارجية
- بيل جاي في. ووكر على موقع AustralianFootball.com (الإنجليزية)
- بيل جاي في. ووكر على موقع AFLtables.com (الإنجليزية)